# Геометрическое распределение
Геометрическое распределение — распределение дискретной случайной величины {\displaystyle X}, принимающей целые неотрицательные значения с вероятностями {\displaystyle p_{m}=\mathbb {P} \{X=m\}=p(1-p)^{m}}, где параметр {\displaystyle p} — число из интервала от 0 до 1. Таким образом распределена случайная величина, равная числу независимых испытаний в схеме Бернулли до первого появления события, если вероятность события равна {\displaystyle p}, а непоявления — {\displaystyle 1-p}. Наименование связано с тем, что вероятности {\displaystyle p_{m}} убывают в геометрической прогрессии. В ряде западных источников называется распределением Фёрри (в честь исследовавшего его американского физика Уэнделла Фёрри). Обозначение — {\displaystyle X\sim \mathrm {Geom} (p)}.
Является частным случаем отрицательного биномиального распределения, то есть распределения случайной величины, равной {\displaystyle k}-му появлению события с заданной вероятностью в схеме Бернулли, при {\displaystyle k=1}.

## Свойства
Математическое ожидание, дисперсия, производящая функция моментов и характеристическая функция соответственно:
{\displaystyle \mathbb {E} [X]={\frac {1-p}{p}}}, {\displaystyle \mathbb {D} [X]={\frac {1-p}{p^{2}}}},
{\displaystyle P(t)={\frac {p}{1-(1-p)e^{t}}}},
{\displaystyle \phi _{X}(t)={\frac {p}{1-(1-p)e^{it}}}}.
Одно из особенных свойств — отсутствие последствия (англ. memorylessness): для любых целых неотрицательных {\displaystyle m} и {\displaystyle n} условная вероятность геометрически распределённой случайная величины {\displaystyle X} показывает независимость от предыдущих значений:
{\displaystyle \mathbb {P} \{X\geqslant m+n\mid X\geqslant m\}=\mathbb {P} \{X\geqslant n\}},
иными словами — вероятность появления события в очередном испытании в серии не зависит от количества непоявлений в предыдущих испытаниях. Является единственным дискретным распределением с таким свойством, а поскольку из непрерывных распределений этим свойством обладает лишь показательное распределение, то по этому признаку геометрическое распределение считается дискретным аналогом показательного.
Из всех дискретных распределений с носителем {\displaystyle \{1,2,3,\dots \}} и фиксированным средним {\displaystyle \mu >1} геометрическое распределение {\displaystyle \mathrm {Geom} (1/\mu )} является одним из распределений с максимальной информационной энтропией.
Геометрическое распределение бесконечно делимо.
Если геометрически распределённые случайные величины {\displaystyle X_{1},\ldots ,X_{n}} независимы, то их минимальная случайная величина геометрически распределена следующим образом:
{\displaystyle \min \limits _{i}(X_{i})\sim \mathrm {Geom} \left(1-\prod \limits _{i=1}^{n}(1-p_{i})\right)}.

## Примеры и приложения
В игральных костях случайная величина {\displaystyle X}, соответствующая числу попыток до первого выпадения «шестёрки» в последовательности бросков, распределена геометрически с параметром {\displaystyle p=1/6}, то есть её математическое ожидание — 5, дисперсия — 30, вероятности первой «шестёрки» на первом, втором, третьем броске — {\displaystyle 1/6}, {\displaystyle 1/6\cdot 5/6}, {\displaystyle 1/6\cdot (5/6)^{2}} соответственно. Другой встречающийся пример — количество выстрелов из орудия до первого попадания в цель — случайная величина с параметром {\displaystyle p}, равным вероятности попадания при единичном выстреле; например, при {\displaystyle p=0{,}6} вероятность попадания при третьем выстреле равна {\displaystyle 0{,}4^{2}\cdot 0{,}6=0{,}096}.
Геометрическое распределение характерно для многих наблюдаемых случайных процессов. Геометрическое распределение моделирует дискретные величины, возникающие в процессах, изучаемых в статистической физике (в частности, статистика Бозе — Эйнштейна для одного источника характеризуется геометрическим распределением), и, будучи дискретным вариантом показательного распределения, зачастую возникает для описания дискретного поведения соответствующей категории процессов. В классической системе массового обслуживания M/M/1 количество заявок на обслуживание распределено геометрически, и в целом распределение часто встречается в задачах теории массового обслуживания. Другое типичное применение — интервальная характеристика выхода из строя оборудования.